# Mistrzostwa Świata w Saneczkarstwie na Torach Naturalnych 2021
23. Mistrzostwa świata w saneczkarstwie na torach naturalnych 2021 odbyły się w dniach 12-14 lutego w austriackim Umhausen. Rozegrane zostały cztery konkurencje: jedynki kobiet, jedynki mężczyzn, dwójki oraz zawody drużynowe.
Ze względu na zawieszenie Rosji we wszelkich imprezach sportowych rangi Mistrzostw Świata (afera dopingowa), reprezentanci rosyjscy wystąpili pod szyldem ekipy "Rosyjskiej Federacji Sportów Saneczkowych" (Russian Luge Federation), flagą z postacią saneczkarza zapożyczoną z emblematu federacji i skrótem RLF.

## Terminarz
| Data           | Miejscowość | Konkurencja      | Złoto                                   | Srebro                                         | Brąz                                                |
| -------------- | ----------- | ---------------- | --------------------------------------- | ---------------------------------------------- | --------------------------------------------------- |
| 13 lutego 2021 | Umhausen    | Jedynki kobiet   | Evelin Lanthaler                        | Jekatierina Ławrientjewa                       | Tina Unterberger                                    |
| 14 lutego 2021 | Umhausen    | Jedynki mężczyzn | Thomas Kammerlander                     | Alex Gruber                                    | Patrick Pigneter                                    |
| 13 lutego 2021 | Umhausen    | Dwójki mężczyzn  | Włochy Patrick Pigneter · Florian Clara | Włochy Patrick Lambacher · Matthias Lambacher  | Austria Christopf Regensburger · Dominik Holzknecht |
| 14 lutego 2021 | Umhausen    | Drużynowe        | Włochy Evelin Lanthaler · Alex Gruber   | Austria Tina Unterberger · Thomas Kammerlander | RFSS Jekatierina Ławrientjewa Aleksandr Jegorow     |

## Wyniki

### Jedynki kobiet
- Data: 13 lutego 2021

| Medal | Zawodniczka              | Narodowość | 1. zjazd | 2. zjazd | Czas    | Strata |
| ----- | ------------------------ | ---------- | -------- | -------- | ------- | ------ |
|       | Evelin Lanthaler         | Włochy     |          |          | 2:28,40 | -      |
|       | Jekatierina Ławrientjewa | RFSS       |          |          |         | +1,24  |
|       | Tina Unterberger         | Austria    |          |          |         | +2,21  |
| 4.    | Daniela Mittermair       | Włochy     |          |          |         | +2,82  |
| 5.    | Greta Pinggera           | Włochy     |          |          |         | +2,84  |
| 6.    | Michelle Diepold         | Austria    |          |          |         | +3,09  |
| 7.    | Nadine Staffler          | Włochy     |          |          |         | +3,77  |
| 8.    | Lisa Walch               | Niemcy     |          |          |         | +4,04  |
| 9.    | Riccarda Rütz            | Austria    |          |          |         | +4,09  |
| 10.   | Sara Bachmann            | Niemcy     |          |          |         | +4,72  |
|       |                          |            |          |          |         |        |
| 15.   | Julia Płowy              | Polska     |          |          |         | +9,10  |
| 20.   | Klaudia Promny           | Polska     |          |          |         | +16,53 |
| 24.   | Paulina Lipińska         | Polska     |          |          |         | +20,82 |

### Jedynki mężczyzn
- Data: 14 lutego 2021

| Medal | Zawodniczka         | Narodowość | 1. zjazd | 2. zjazd | Czas    | Strata |
| ----- | ------------------- | ---------- | -------- | -------- | ------- | ------ |
|       | Thomas Kammerlander | Austria    |          |          | 2:24,82 | -      |
|       | Alex Gruber         | Włochy     |          |          |         | +0,64  |
|       | Patrick Pigneter    | Włochy     |          |          |         | +0,90  |
| 4.    | Michael Scheikl     | Austria    |          |          |         | +1,07  |
| 5.    | Stefan Federer      | Włochy     |          |          |         | +2,54  |
| 6.    | Fabian Achenrainer  | Austria    |          |          |         | +2,79  |
| 7.    | Aleksandr Jegorow   | RFSS       |          |          |         | +3,01  |
| 8.    | Grigorij Bukin      | RFSS       |          |          |         | +3,10  |
| 9.    | Jurij Tałych        | RFSS       |          |          |         | +3,50  |
| 10.   | Florian Clara       | Włochy     |          |          |         | +3,67  |
|       |                     |            |          |          |         |        |
| 25.   | Szymon Majdak       | Polska     |          |          |         | +16,60 |

### Dwójki mężczyzn
- Data: 13 lutego 2021

| Medal | Zawodnicy                                 | Narodowość | 1. zjazd | 2. zjazd | Czas    | Strata |
| ----- | ----------------------------------------- | ---------- | -------- | -------- | ------- | ------ |
|       | Patrick Pigneter Florian Clara            | Włochy     |          |          | 2:34,60 | -      |
|       | Patrick Lambacher Matthias Lambacher      | Włochy     |          |          |         | +0,90  |
|       | Christoph Regensburger Dominik Holzknecht | Austria    |          |          |         | +1,00  |
| 4.    | Fabian Achenrainer Simon Achenrainer      | Austria    |          |          |         | +1,02  |
| 5.    | Aleksandr Jegorow Piotr Popow             | RFSS       |          |          |         | +1,63  |
| 6.    | Paweł Porszniew Iwan Łazariew             | RFSS       |          |          |         | +2,01  |
| 7.    | Stanisław Kowszik Ilja Tarasow            | RFSS       |          |          |         | +3,08  |
| 8.    | Maximilian Pichler Dominik Maier          | Austria    |          |          |         | +7,41  |
|       |                                           |            |          |          |         |        |
| 13.   | Szymon Majdak Julia Płowy                 | Polska     |          |          |         | +18,06 |

### Drużynowe
- Data: 14 lutego 2021

| Medal | Zawodnicy                                  | Narodowość | Czas    | Strata |
| ----- | ------------------------------------------ | ---------- | ------- | ------ |
|       | Evelin Lanthaler/Alex Gruber               | Włochy     | 2:29,71 |        |
|       | Tina Unterberger/Thomas Kammerlander       | Austria    | 2:31,71 |        |
|       | Jekatierina Ławrientjewa/Aleksandr Jegorow | RFSS       | 2:32,81 |        |
| 4.    | Anastasia Slyusar/Myrosław Lenko           | Ukraina    | 2:37,58 |        |
| 5.    | Lisa Walch/Simon Dietz                     | Niemcy     | 2:38,63 |        |
| 6.    | Nika Nemec/Bine Mekina                     | Słowenia   | 2:41,42 |        |
| 7.    | Julia Płowy/Szymon Majdak                  | Polska     | 2:42,10 |        |
| 8.    | Nina Stanic/Luka Novakovic                 | Serbia     | 2:46,27 |        |

## Klasyfikacja medalowa
| Miejsce | Państwo | złoto | srebro | brąz | Razem |
| ------- | ------- | ----- | ------ | ---- | ----- |
| 1.      | Włochy  | 3     | 2      | 1    | 6     |
| 2.      | Austria | 1     | 1      | 2    | 4     |
| 3.      | RFSS    | 0     | 1      | 1    | 2     |